# گاگانیتسا
گاگانیتسا (به لاتین: Gaganitsa) یک منطقهٔ مسکونی در بلغارستان است که در شهرستان برکوویتسا واقع شده‌است.